# Tilalajn
Tilalajn (arab. تلالين) – miejscowość w Syrii, w muhafazie Aleppo. W 2004 roku liczyła 2123 mieszkańców.